# Iridana katera
Iridana katera är en fjärilsart som beskrevs av Henry Stempffer 1964. Iridana katera ingår i släktet Iridana och familjen juvelvingar. Inga underarter finns listade i Catalogue of Life.